# Taenaris madu
Taenaris madu är en fjärilsart som beskrevs av Brooks 1944. Taenaris madu ingår i släktet Taenaris och familjen praktfjärilar. Inga underarter finns listade i Catalogue of Life.